# 罗萨里奥玫瑰圣母圣殿主教座堂
32°56′51.29″S 60°37′55.49″W / 32.9475806°S 60.6320806°W

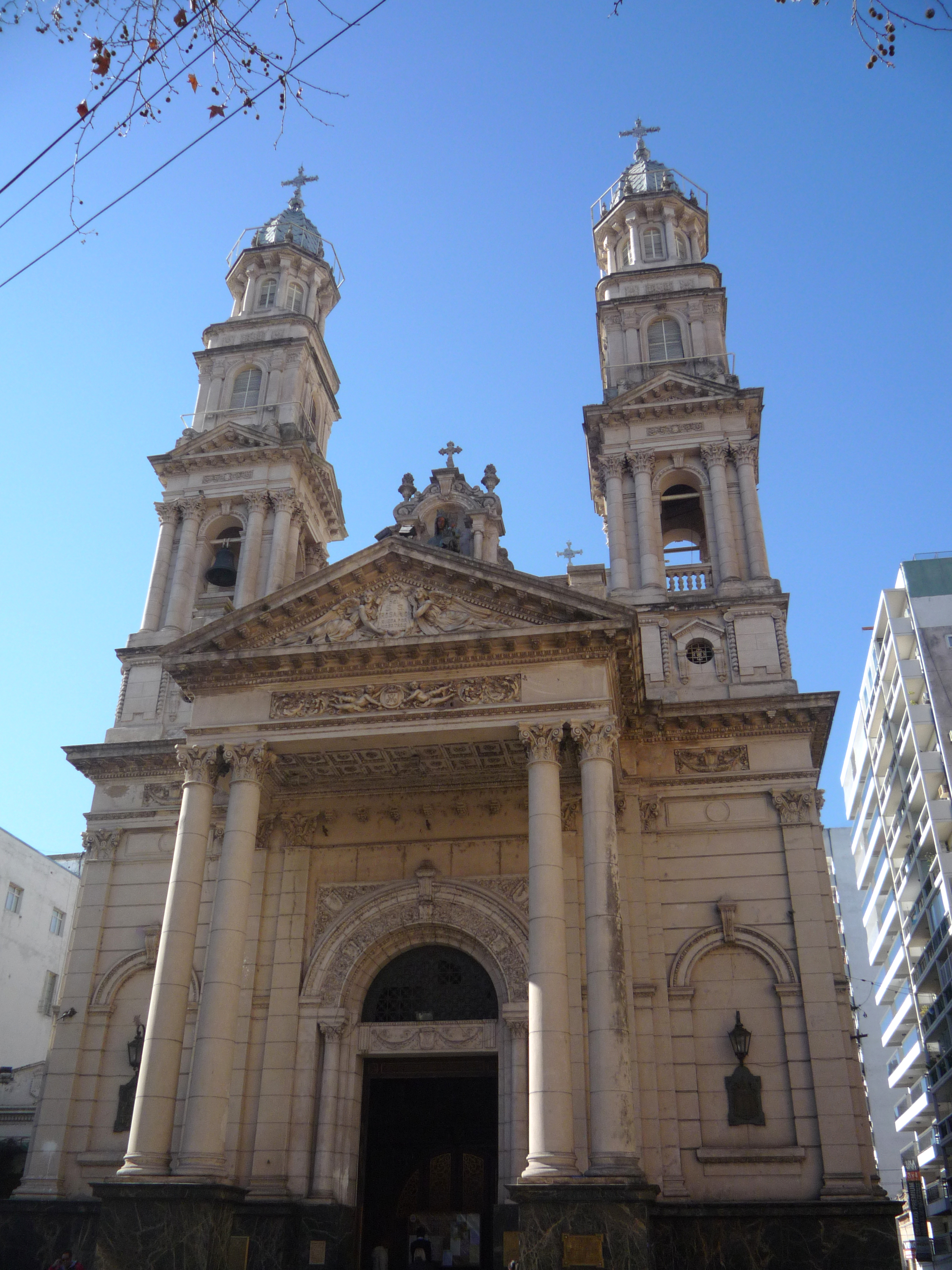

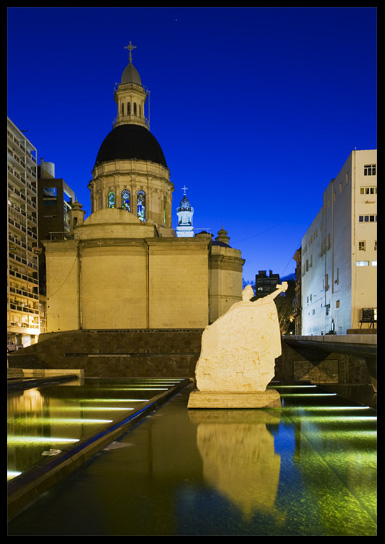

罗萨里奥玫瑰圣母圣殿主教座堂（西班牙語：Basílica catedral de Nuestra Señora del Rosario）是一座罗马天主教次级宗座圣殿、主教座堂，供奉玫瑰圣母，位于阿根廷圣菲省罗萨里奥，是天主教罗萨里奥总教区的主教座堂。